# Balder (achtbaan)
Balder is een houten achtbaan  in het Zweedse attractiepark Liseberg in Göteborg. De achtbaan opende in 2003 en was sinds toen een groot succes. Balder is tweemaal, in 2003 en 2005, uitgeroepen als de beste houten achtbaan in de wereld. 
Balder is anders dan de traditionele houten achtbaan omdat het is gemaakt met prefabricage. Dit betekent dat de onderdelen niet op het terrein zelf zijn gezaagd, gevormd en aangelegd met de hand, maar dat de onderdelen zijn uitgesneden met behulp van lasersnijden. Deze onderdelen zijn zo gemaakt dat ze in elkaar geklikt kunnen worden, zonder dat er nagels benodigd zijn. Het voordeel van deze techniek is dat de achtbaan zo sneller in elkaar kan worden gezet wat man-uren bespaart en dat de rit soepeler verloopt. Enkele achtbaanliefhebbers vinden echter dat dit ten koste gaat van de baanervaring van een houten achtbaan. Naast de Balder zijn er drie andere achtbanen in de wereld gebouwd met deze techniek: Colossos: Kampf der Giganten in Heide-Park, El Toro in Six Flags Great Adventure en T Express in Everland. 

## Galerij

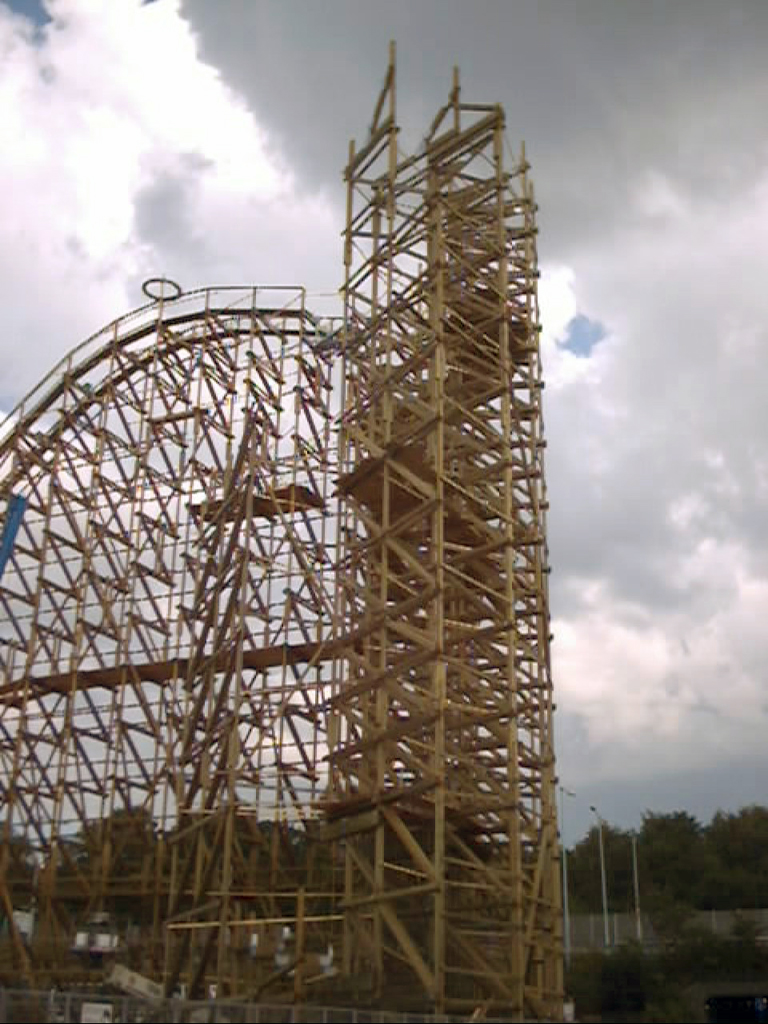
Hoogste punt bereikt tijdens de bouw (2002).
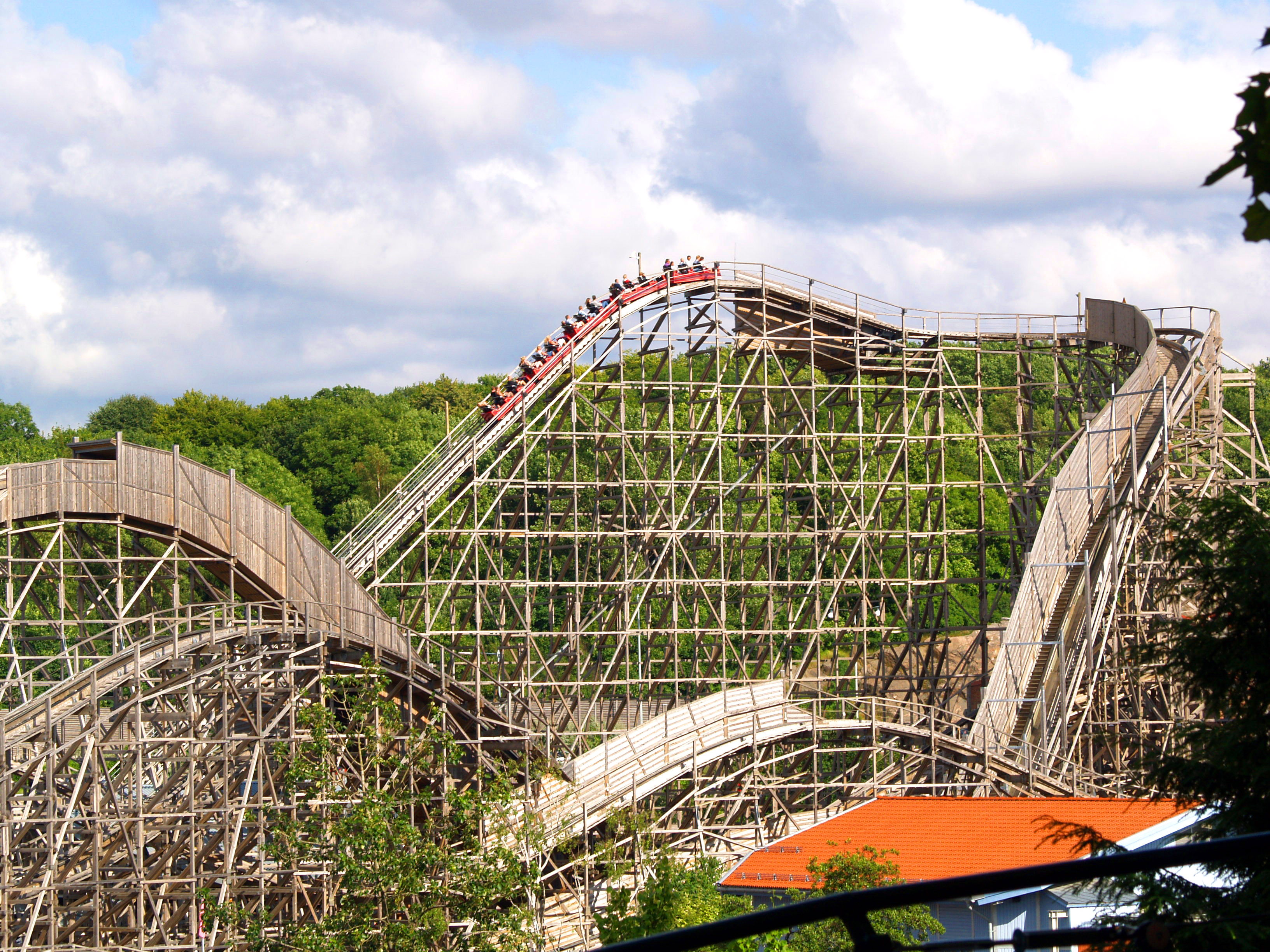
Rode trein op weg naar de optakeling.
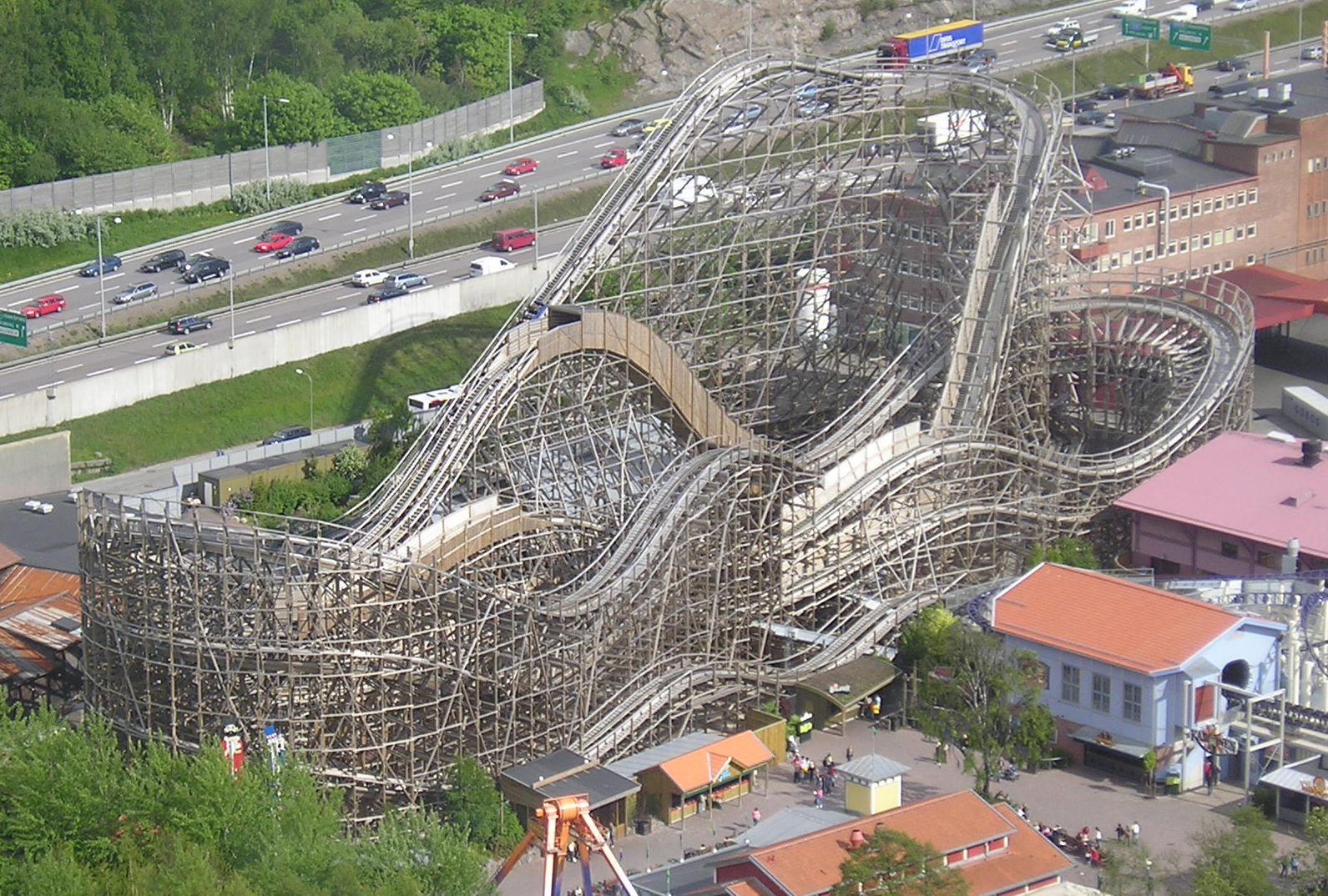
Balder vanaf de Liseberg toren.
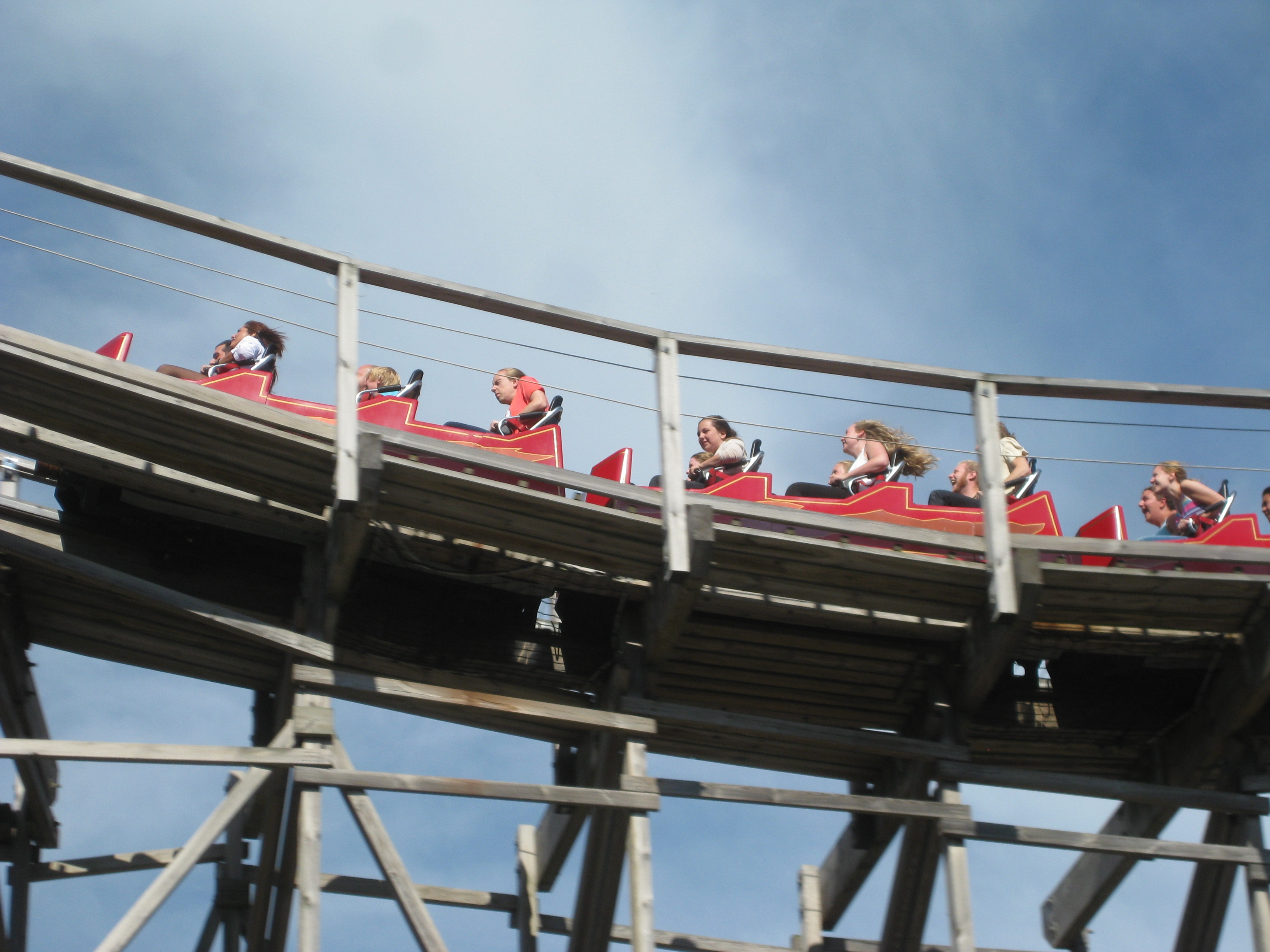
Trein Balder